# Bathycalanus richardi
Bathycalanus richardi is een eenoogkreeftjessoort uit de familie van de Megacalanidae. De wetenschappelijke naam van de soort is voor het eerst geldig gepubliceerd in 1905 door Georg Ossian Sars.